# Dschidhafs
Dschidhafs (arabisch جد حفص, DMG Ǧidd Ḥafṣ) ist eine Stadt in Bahrain. Die Stadt befindet sich westlich der Hauptstadt Manama und hat 31.735 Einwohner (2005).

## Geschichte
Dschidhafs war der Hauptort des gleichnamigen Verwaltungsgebietes (Gemeinde), das 2002 aufgelöst und auf die neu geschaffenen Gouvernements asch-Schamaliyya und al-Asima (Manama) aufgeteilt wurde.

## Söhne und Töchter der Stadt
- Husain Ali (* 1981), Fußballspieler
- Ali Madan (* 1995), Fußballspieler
- Mohamed Marhoon (* 1998), Fußballspieler